# Storia dell'alfabeto arabo
La storia dell'alfabeto arabo ci rivela che nel corso del tempo questo abjad (alfabeto consonantico) ha subito notevoli cambiamenti. Esso deriva dalla versione nabatea (o forse da quella siriaca) dell'alfabeto aramaico, che a sua volta discende dall'alfabeto fenicio, dal quale sono nati altri alfabeti quale quello ebraico, greco, cirillico e latino.

## Origini
L'alfabeto arabo deriva dall'alfabeto nabateo o da quello siriaco, per quanto la prima ipotesi sia solitamente la più accettata.
Tra il VI ed il V secolo a.C. le tribù nord-semitiche immigrarono e fondarono un regno attorno a Petra, nell'attuale Giordania. Questa popolazione probabilmente parlava una forma di arabo.
Al II secolo risalgono le prime scritture conosciute dell'alfabeto nabateo, scritte in aramaico, che era la lingua comunemente utilizzata per i commerci e le comunicazioni. Essi tuttavia non scrivevano la lingua che realmente parlavano: si andava, cioè, realizzando un fenomeno di diglossia. Da una parte una lingua ed un alfabeto utilizzati esclusivamente per le iscrizioni (e per questo chiamato nabateo monumentale), dall'altra una evoluzione di questi per permetterne la più facile scrittura sui papiri, dunque che presentava maggiori caratteri di corsivizzazione e con lettere legate tra loro. Gradualmente questo secondo alfabeto influenzò la forma monumentale fino ad arrivare all'alfabeto arabo.

## Iscrizioni pre-islamiche
Il primo testo scritto a noi giunto che utilizza l'alfabeto arabo risale al 512. Esso è un documento in tre lingue: greco, siriaco e arabo, ritrovato in Siria. Esso utilizzava 22 lettere per descrivere 28 fonemi. Di seguito uno schema per il confronto tra gli alfabeti aramaico, nabateo, arabo e siriaco:
Un piccolo numero di iscrizioni pre-islamiche in lingua araba sopravvivono, ma pochissime utilizzano l'alfabeto arabo.
L'utilizzo di un alfabeto diverso da quello arabo, tuttavia, creava non pochi problemi: ad esempio l'alfabeto nabateo era in grado di descrivere 22 fonemi, mentre la lingua araba utilizzava 28 fonemi. Per questo motivo 6 lettere dell'alfabeto nabateo, quando utilizzato per scrivere in arabo, dovevano necessariamente presentare un doppio valore al fine di coprire tutta la gamma di fonemi che la lingua araba aveva. In particolare:
- ([d]) rappresentava anche [ð]
- ([ħ]) rappresentava anche [x]
- ([tˁ]) rappresentava anche [zˁ]
- ([ʕ]) rappresentava anche [ɣ]
- ([sˁ]) rappresentava anche [dˁ]
- ([t]) rappresentava anche [θ]

Nel corso della corsivizzazione, che genererà l'alfabeto arabo attuale, molte lettere cambiarono la loro forma per permettere sempre più l'instaurazione di legami tra le varie lettere. Ciò, tuttavia, generò anche la nascita di ambiguità tra le varie lettere, le quali potevano essere confuse l'un l'altra. Il seguente schema può facilmente spiegare la nascita di ambiguità tra le varie lettere:
Il fonema rappresentato è posto al di sotto della lettera. Bisogna notare come diverse lettere dovessero rappresentare due diversi fonemi, generando naturalmente la possibilità che si venissero a generare delle ambiguità.
Inoltre, a causa della modificabilità delle lettere in base alla loro posizione nella parola, ulteriori ambiguità erano possibili (ad esempio la y diventava simile a b, n e t).

## Le modifiche all'alfabeto
Attorno al VII secolo, nei primi anni dell'avvento dell'Islam (quando fu scritto anche il Corano), ci si accorse della necessità di distinguere in modo univoco ogni fonema associandolo ad un unico grafema: fino a quel momento, infatti, tale distinzione era affidata al contesto, metodo che comunque non risolveva fino in fondo la questione.

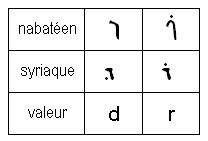
/d/ ed /r/ negli alfabeti nabateo e siriaco

Si ricorse dunque ad un sistema già utilizzato per distinguere alcune lettere diventate identiche degli alfabeti nabateo e siriaco: aggiungere dei punti alla lettera stessa. Di conseguenza si creò un sistema di punti posti sopra o sotto le lettere per distinguerle tra loro, facendo in modo che ogni fonema avesse una corrispondenza univoca con una lettera dell'alfabeto. Spesso queste lettere vennero aggiunte nella sequenza alfabetica subito dopo la lettera da cui avevano preso origine.
Il primo documento scritto che attesta l'utilizzo dei punti per distinguere le varie lettere (PERF 558) risale all'aprile del 643, ma l'utilizzo di questi punti non divenne obbligatorio se non molto tempo dopo. Testi molto importanti, come il Corano, venivano solitamente memorizzati; questa pratica, che sopravvive ancora oggi, probabilmente favorì l'eliminazione delle ambiguità nella scrittura, così come il fatto che ogni libro dovesse essere scritto a mano.
Le lettere dell'alfabeto erano utilizzate anche per rappresentare valori numerici secondo la numerazione ''abjad'': nel completare questa numerazione le nuove lettere vennero poste alla fine della sequenza.
Anche la mancanza di vocali all'interno della scrittura araba generava non pochi problemi: ad esempio la sequenza consonantica ktb poteva significare sia kataba (lui scrisse) che kutiba (fu scritto). Più tardi, per questo motivo, vennero aggiunti i segni grafici rappresentanti le vocali e la hamza. Questa aggiunta si localizza temporalmente nella seconda metà del VI secolo, orientativamente nello stesso periodo in cui gli alfabeti siriaco ed ebraico subivano un processo di vocalizzazione. Inizialmente i simboli che rappresentavano le vocali erano dei punti rossi, posti sopra (a), sotto (i) o sulla linea (u). Tale sistema si pensa sia stato commissionato dal governatore dell'Iraq al-Hajjaj ibn Yusuf. Tuttavia tale sistema poteva essere confuso con il sistema di distinzione tra le varie lettere, anch'esso costituito da punti: per questo motivo un secolo dopo (nel 786 ad opera di al-Farahidi) venne adottato il sistema moderno, anche se gli Arabi, per evidente ʿaṣabiyya, attribuiscono al poeta Abu l-Aswad al-Du'ali il merito dell'apposizione delle vocali al testo coranico.
Quando furono aggiunte altre lettere aggiuntive, esse assumevano la posizione nella sequenza alfabetica (e quindi il valore nella numerazione abjad) della lettera di cui rappresentavano una variante. Ad esempio la tāʾ marbūṭa prese il valore della tāʾ. Allo stesso tempo, i segni grafici non avevano alcun valore: ad esempio la shadda (che indica il raddoppio di consonante) non faceva contare la consonante su cui era posta come doppia.
Alcune convenzioni nacquero anche a causa delle differenze tra la parlata utilizzata nel Corano (propria delle zone attorno alla Mecca, da cui veniva il profeta Maometto) e l'arabo classico:
- nacque la tāʼ marbūṭa, perché il suono -at- alla fine delle parole femminili veniva spesso pronunciato come -ah- e scritto con la lettera hāʾ; nacque dunque per evitare l'alterazione della lettura del testo sacro;
- la lettera yāʾ venne utilizzata per indicare la vocale /a/ alla fine di alcune parole;
- la vocale /a/ in alcune parole non veniva scritta come una alif; ad esempio la scrittura in arabo di Allah venne decisa prima che la lettera alif venisse utilizzata per rappresentare la vocale lunga /a/;
- venne aggiunta la hamza per rappresentare il colpo di glottide, originariamente rappresentato dalla alif.

Meno di un secolo dopo anche la sequenza alfabetica venne riorganizzata per permettere una più facile memorizzazione ed insegnamento dell'alfabeto: vennero poste vicine le lettere che avevano una forma simile. Ciò produsse la creazione di un nuovo ordine che non corrispondeva più a quello relativo alla numerazione ''abjad'', che perse la sua importanza anche a causa dell'uso sempre più intensivo di altri sistemi di numerazione.

## L'adattamento dell'alfabeto arabo per altre lingue
Quando l'alfabeto arabo fu introdotto in luoghi che utilizzavano altre lingue, si fece più forte la necessità di creare nuove lettere per esprimere i fonemi non contemplati dalla lingua araba, ma presenti in quelle regioni:
- per il persiano:
  1. [ʒ]:  (ژ) (zāī sovrastata da tre punti);
- per il persiano e l'urdu:
  1. [p]:  (پ) (bāʾ con tre punti sotto);
  2. [tʃ]:  (چ) (ǧīm con tre punti sotto);
  3. [ɡ]:  (گ) (kāf modificata);
- per l'urdu:
  1. i suoni retroflessi (ٹ، ݮ، ݲ، ڈ، ڑ، ڻ، ݨ) sono rappresentati dal corrispondente dentale con l'aggiunta di un piccolo simbolo simile alla b dell'alfabeto latino;
- in Egitto:
  1. [ɡ]:  (ج) (ǧīm, che negli altri dialetti ha valore fonetico [ʒ]~[ʤ]);
  2. [ʒ]:  (چ) (ǧīm con tre punti sotto);
  3. [tʃ]: scritto con l'accostamento di una tāʾ ed una šīn (تش);
- nel sud-est asiatico:
  1. ng: ġayn o ḫāʾ con tre punti sopra invece di uno (ڠ، څ).